# Inquisition von Goa

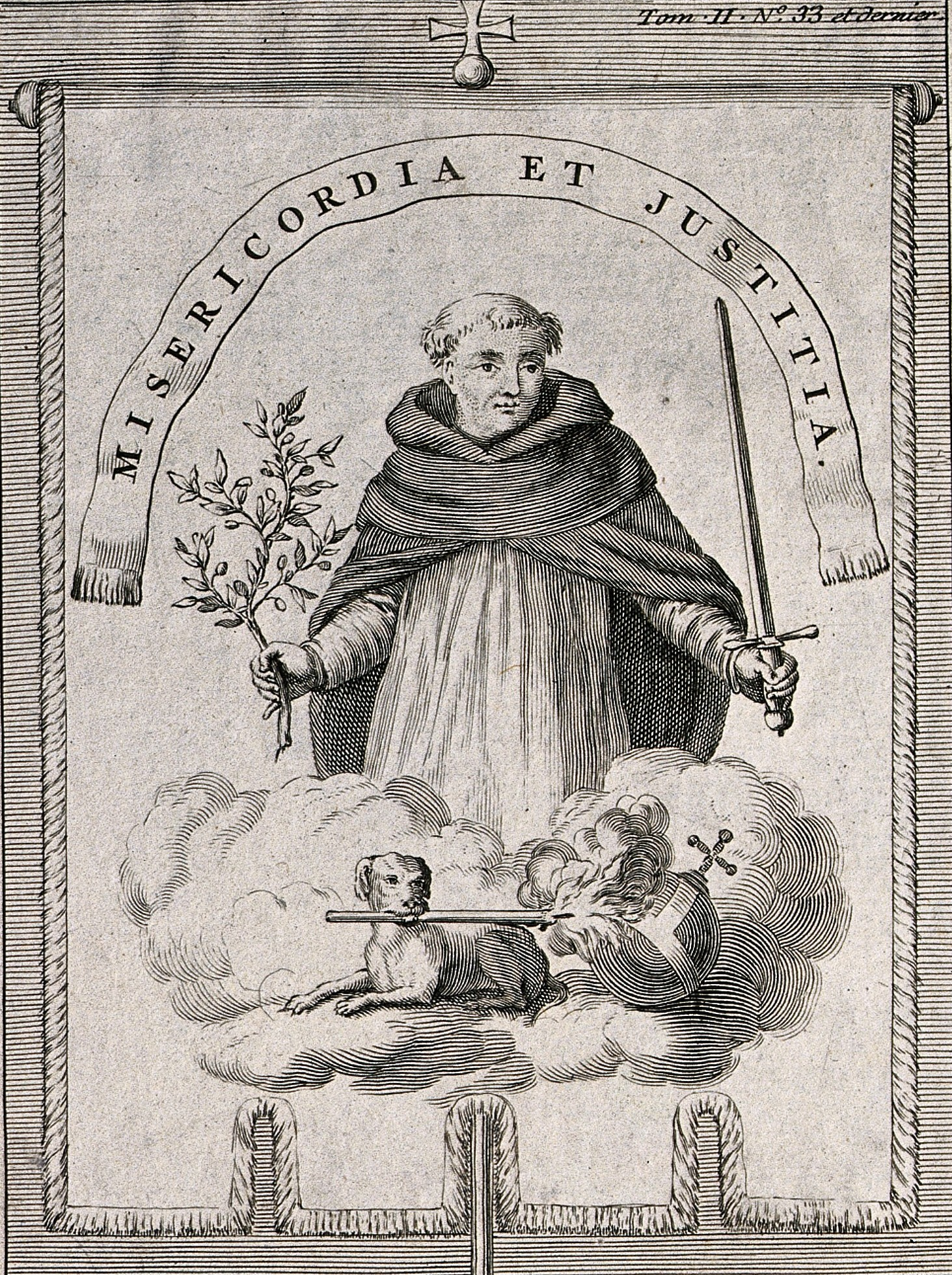
Misericordia et justitia (Barmherzigkeit und Gerechtigkeit) – Standarte der Inquisition in Goa (Kupferstich von Bernard Picart, 1722)

Die Inquisição de Goa war die Inquisition in Goa mit Zuständigkeit für ganz Portugiesisch-Indien. Der Inquisitionspalast (Casa da Santa Inquisição) befand sich in Velha Goa, südlich des Kreuzgangs der Kathedrale von Goa.

## Geschichte
1536 waren im portugiesischen Mutterland drei Inquisitionstribunale in Coimbra, in Lissabon und in Évora errichtet worden, der Jesuit Franz Xaver hatte bereits 1545 darum gebeten, die Inquisition nach Goa zu schicken. 1560 wurde auch ein Inquisitionstribunal etabliert, das – bis auf die Zeit 1774–1778 während der Regierung von Sebastião José de Carvalho e Melo – bis zur Abschaffung im Jahr 1812 bestand.
Die Inquisition verfolgte in Goa vor allem Inder, die zuvor vom Hinduismus oder Islam zum Katholizismus konvertiert waren, aber im Verdacht standen, heimlich ihrer früheren Religion nachzugehen. Dieselbe Inquisition verfolgte Hindus und Muslime, die gegen das Verbot der Ausübung der Riten ihrer Religion verstießen, und unterstützte die portugiesischen Behörden bei ihrer Praxis, Nichtchristen zum Übertritt zum Katholizismus zu zwingen. Obwohl der offizielle Zweck der Inquisition darin bestand, den katholischen Glauben zu bewahren, wurde die Inquisition in Wirklichkeit als Instrument der sozialen Kontrolle über indische Hindus und Katholiken und zur Bereicherung der Inquisitoren durch die Beschlagnahmung des Eigentums der Opfer eingesetzt.
Nach dem Ende der Inquisition im Jahr 1812 wurden fast alle Dokumente vernichtet, so dass es nicht möglich ist, die Zahl der Opfer zu ermitteln. Aus den erhaltenen Unterlagen geht hervor, dass zwischen dem Beginn der Inquisition im Jahr 1561 und ihrer vorübergehenden Einstellung im Jahr 1774 mindestens 16 202 Personen vor Gericht gestellt wurden. Von dieser Zahl wurden 57 zum Tode verurteilt, die übrigen erhielten andere Strafen. Das Schicksal der meisten Opfer der Inquisition bleibt jedoch unbekannt.

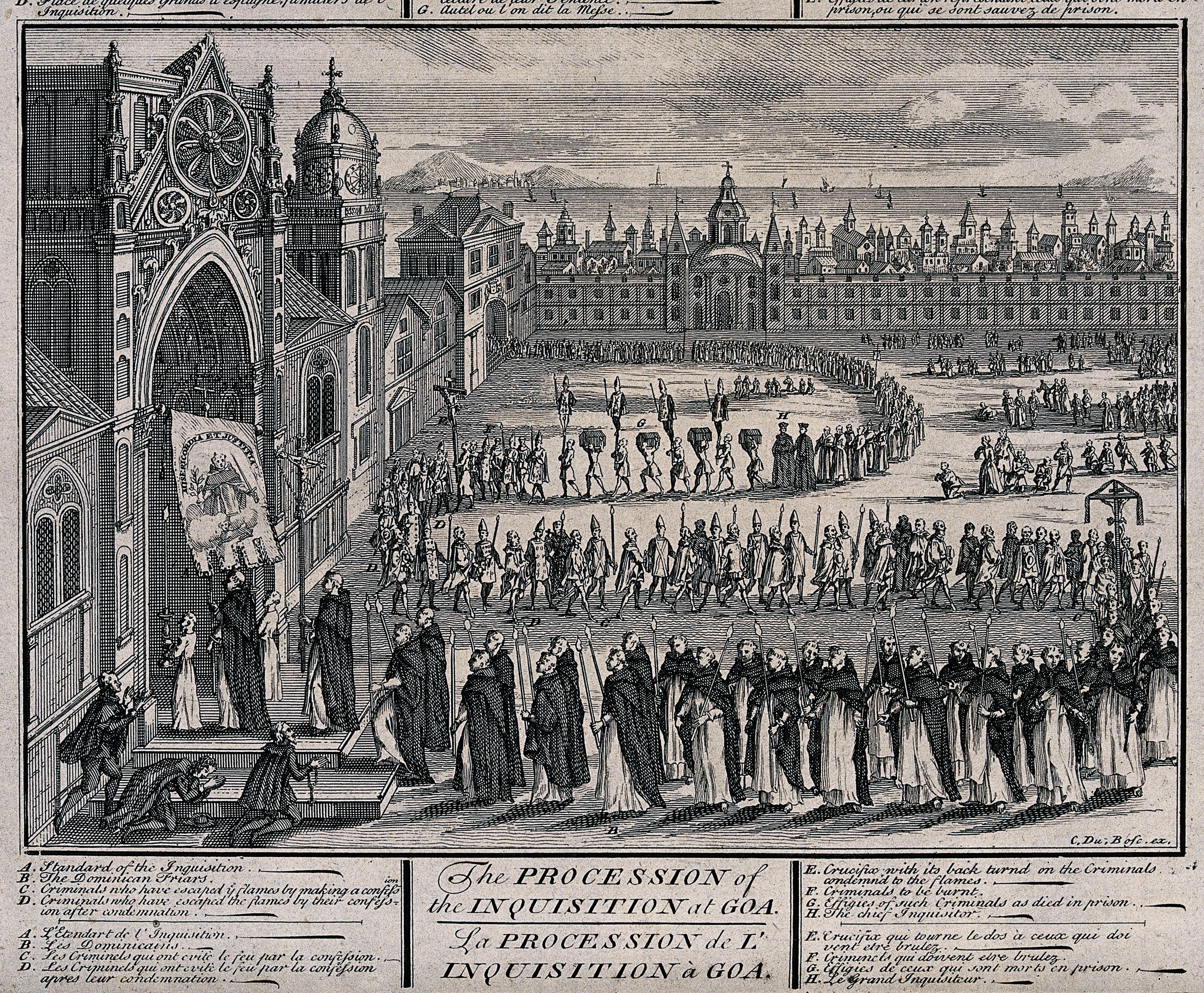
Die Prozession der Inquisition in Goa zieht mit Standarte und Bannern in die Kirche ein. Bildunterschrift (in ungefährer deutscher Übersetzung): A. Standarte der Inquisition. B. Dominikanermönche C. Kriminelle, die dem Tod auf dem Scheiterhaufen durch ein Geständnis entkommen sind. D. Kriminelle, die dem Tod auf dem Scheiterhaufen durch ihr Geständnis nach der Verurteilung entkommen sind. E. Kruzifix mit dem Rücken zu denen, die zum Tod auf dem Scheiterhaufen verurteilt sind. F. Kriminelle, die verbrannt werden sollen. G. Abbildungen der im Gefängnis gestorbenen Kriminellen. H. Der Oberinquisitor.

Zahlreiche europäische Reisende nach Indien im Allgemeinen und nach Goa im Besonderen haben Berichte über die Inquisition in Goa hinterlassen. Jan Huygen van Linschoten beispielsweise, der Goa unter der Schirmherrschaft des neu ernannten Erzbischofs Vicente da Fonseca im Jahr 1583 besuchte, bemerkte, wer einmal getauft sei und von dem danach befunden werde, dass er irgendwelche heidnischen Gebräuche anwende, sei der Inquisition unterworfen, wer auch immer er sei, oder für welchen Punkt der Religion auch immer (is subject to the Inquisition, whatsoever he be, or for any point of Religion whatsoever).
Eine wichtige Schilderung der Inquisition ist dem französischen Arzt und Indienreisenden Gabriel Dellon zu verdanken, die auf 1688 Deutsch unter dem Titelanfang Die Niemals erhörte Tyranney und Grausamkeit Der Portugiesischen Inquisition erschien (ursprünglich war sie 1687 anonym auf Französisch unter dem Titel Relation de l'inquisition de Goa in Leiden bei Gaasbeek erschienen).
In seinem Buch über die Inquisition von Goa beschrieb er, dass Prozesse teilweise aus Habgier geführt wurden:
Die kleine Kisten / worin die Gebeine deren eingeschlossen waren / so gestorben / und denen man ihren Prozeß vor oder nach Ihrem Tod Zeit ihrer Gefangenschaft gemacht / damit man zur Einziehung ihrer Güter gelangen möchte / waren auch schwarz angestrichen und mit Teuflen und Flammen bemahlet.

Voltaire erklärte über die Inquisition in Goa:
« Goa est malheureusement célèbre par son Inquisition, également contraire à l'humanité et au commerce. Les moines portugais firent accroire que le peuple adorait le diable, et ce sont eux qui l'ont servi. »

dt. Goa ist leider berühmt für seine Inquisition, die ebenso gegen die Menschlichkeit wie gegen den Handel gerichtet ist. Die portugiesischen Mönche haben uns vorgegaukelt, dass die indische Bevölkerung den Teufel anbetet, dabei sind sie es, die ihm dienen.
Der Roman Guardian of the Dawn des US-amerikanisch-portugiesischen Schriftstellers Richard Zimler dokumentiert die wenig bekannte Inquisition. Er weist darauf hin, dass die Portugiesen neben ihren Gesetzen und ihrer Religion auch ihre berüchtigten Verhörmethoden einführten und durchsetzten, um Unruhestifter zu bändigen.